# Lago Rogen
El lago Rogen es un lago ubicado en los Alpes escandinavos, principalmente en la provincia sueca de Härjedalen, pero con una pequeña parte en Noruega. El lago forma la fuente del río Klarälven, que fluye desde el lago con el nombre de Röa hacia Noruega, donde se une al lago Femunden. La parte sueca del lago está protegida en la reserva natural Rogen, que se espera que se convierta en un parque nacional en los próximos años, mientras que la parte noruega se encuentra en el parque nacional Femundsmarka.
El lago dio su nombre a las morrenas de Rogen, que son particularmente notables. Estas morrenas son comunes en Escandinavia y Norteamérica, y dan como resultado crestas paralelas separadas por depresiones. En el paisaje de Rogen, esto da como resultado hileras boscosas espaciadas de pequeños lagos.